# Kirby's Dream Collection: Special Edition
Kirby's Dream Collection: Special Edition (también llamado simplemente como Kirby's Dream Collection), conocido en Japón como Hoshi no Kirby: Ni-ju-shūnen Special Collection (星のカービィ 20周年スペシャルコレクション Hoshi no Kābi Ni-ju-shūnen Supesharu Korekushon?), es un juego por el aniversario número 20 de Kirby. Salió en Japón el 19 de julio de 2012 y el 16 de septiembre de 2012 en Estados Unidos. Nintendo Japón ha confirmado que los siguientes juegos vendrán con un CD de la banda sonora especial y folleto.

## Modos de juego

### Nuevas Etapas
En este modo podrás jugar diversos niveles de retos de Kirby's Return to Dream Land. Al iniciar aparece Maglor en su Astrovelero Lor diciéndote de que le gusta mucho la Pop Star o Planeta Pop, y por eso ha construido un parque de diversiones en el cual se pueden jugar los siguientes niveles:
- Happiness Hall
  - Reto de la Espada
  - Reto de la Sombrilla
  - Reto de Chispazo
  - Carrera con Maglor 1

- Apricot Atrium
  - Reto del Látigo
  - Cámara de Kirby Luchador
  - Reto del Ala
  - Carrera con Maglor 2

- Last Land
  - Cámara de Súper Smash
  - Reto de Kirby Normal
  - Carrera con Maglor 3
  - Cámara de Súper Smash EX/+ (después de ganar a Maglor)
  - Carrera con Maglor EX/+ (después de ganar a Maglor)

### Títulos Clásicos
En este modo se podrá jugar los siguientes juegos clásicos de Kirby:
- Kirby's Dream Land (Game Boy)
- Kirby's Adventure (NES)
- Kirby's Dream Land 2 (Game Boy)
- Kirby Super Star (SNES)
- Kirby's Dream Land 3 (SNES)
- Kirby 64: The Crystal Shards (N64)

Estos juegos ya se han lanzado para Wii y Nintendo 3DS como uno de los juegos de la Consola Virtual, sin embargo, en los de Consola Virtual se tiene que pagar mediante Wii Points.

### Historia de Kirby
En este modo se podrá hacer muchas cosas:
- Museo: Es un museo de Kirby en el que tu puedes ver los años en donde se lanzaron los juegos de Kirby, también da eventos del mundo, lo que paso cuando se lanzó el juego.
- Manga: Exclusivo en la versión japonesa, habrá un modo en el que podrás leer los mangas de Kirby.
- Gameplay: Se podrá ver los tráileres o *gameplays* de los juegos de Kirby.
- Videojuegos: Podrás ver las Portadas y contraportadas de los videojuegos que selecciones.
- Anime: Podrás ver tres episodios del Anime.

## CD Banda sonora
Kirby's Dream Collection: Special Edition incluirá una banda sonora exclusiva llena de Kirby, podría decirse que las mejores melodías. La banda sonora japonesa contiene 45 pistas tomadas de 16 diferentes juegos de Kirby, y también incluye tres temas adicionales que fueron grabadas específicamente para el 20º aniversario de Kirby. Estos son los juegos clásicos que han figurado en la banda sonora:
- Kirby's Dream Land (01 Welcome to Dream Land, 02 Green Greens)
- Kirby's Adventure (03 Vetable Valley, 04 Grape Garden)
- Kirby's Dream Land 2 (06 Coo's Theme, 07 Real Dark Matter)
- Kirby's Dream Course (05 Iceberg Ocean)
- Kirby Super Star (08 Get Up and Go-urmet!, 09 Havoc aboard the Halberd, 10 Meddlesome Marx)
- Kirby's Dream Land 3 (11 Ripple Field: Ocean Waves, 12 The Last Iceberg)
- Kirby 64: The Crystal Shards (13 Planet Popstar, 14 Studying the Factory, 15 02 Battle)
- Kirby: Pesadilla en Dream Land (16 Rainbow Resort, 17 Tower of Midbosses)
- Kirby Air Ride (18 Fantasy Meadows, 19 Fountain of Dreams, 20 City)
- Kirby y el Laberinto de los Espejos (21 Forest/Nature Area, 22 Boss Battle Theme)
- Kirby y el Pincel del Poder (23 Tiny Town, 24 Canvas Canyon, 25 Drawcia Sorceress)
- Kirby: ¡Roedores al ataque! (26 Prism Plains, 27 Vocal Volcano, 28 Squeak Squand Appears!)
- Kirby Super Star Ultra (29 The Maked King, 30 Helper's Rest, 31 The Greatest Warrior in the Galaxy)
- Kirby's Epic Yarn (32 Fountain Gardens, 33 Green Greens: Epic Yarn, 34 Butter Building)
- Kirby Mass Attack (35 Meadow Breeze, 36 Kirby Conflict, 37 Piggy Enemy, 38 Down to One)
- Kirby's Return to Dream Land (39 Cookie Country, 40 Bring to the Super Ability, 41 C-R-O-W-N-E-D, 42 Returning to Dream Land)
- Bonus Track (43 Electro Kirby, 44 Gourmet Race to Green Greens: Chamber Music, 45 Dream a New Dream for Tomorrow)

## Libro
Al igual que en Super Mario All-Stars 25th Anniversary Edition, Kirby's Dream Collection trae un libro. Este contiene una pequeña cronología de los juegos de la saga de Kirby (con un pequeño resumen de cada uno), las evoluciones de los personajes durante los juegos, a travás de los artwork de sus respectivos juegos y un montón de cosas que divertirán a los fanes de Kirby.

## Curiosidades
- En la versión japonesa, se pueden ver los mangas de Kirby, y la portada del episodio en 3D de Kirby: Right Back at Ya!

- Al igual que Kirby's Return to Dream Land, el juego está clasificado E10+ (Everyone 10+), porque cuando Kirby se enfrenta contra Zero (y Zero 2) lanza sangre por su ojo (según la ESRB es sangre caricaturizada). Lo curioso es que los juegos originales eran clasificados como apto para todo público.

- Para conmemorar los primeros 20 años de Kirby, Nintendo of America decidió romper el récord Guinness de la mayor cantidad de personas haciendo un globo de chicle en un mismo lugar, el récord anterior era de 304 personas, Nintendo lo superó con 536 asistentes.

- Muchos enemigos que han aparecido sólo una vez y todos los enemigos que habían sido reemplazados en los remakes vuelven a aparecer.

- En el libro hay una curiosa imagen de Morpho Knight, quien aparecerá por primera vez como un jefe secreto en Kirby Star Allies y más tarde en Kirby y la Tierra Olvidada. Según Shinya Kumazaki, actual director de la saga Kirby, reveló que Morpho Knight estuvo planeado como un jefe para el titulo cancelado de Kirby para la Nintendo GameCube.

- La caja del juego tiene color madera, como en Japón la caja de Kirby Super Star.

- En new challenge stages si juntas la primera letra de cada una de las fases sale H-A-L, Happiness hall da la H, Apricot atrium da la A y Last Land te da la L.
- Este fue el último juego de Kirby en la Wii,así como el último que desarrollo Nintendo para dicha consola